# San Marino en los Juegos Olímpicos de Seúl 1988
San Marino estuvo representado en los Juegos Olímpicos de Seúl 1988 por un total de 11 deportistas masculinos que compitieron en 6 deportes.
El portador de la bandera en la ceremonia de apertura fue el atleta Dominique Canti. El equipo olímpico sanmarinense no obtuvo ninguna medalla en estos Juegos.